# Festival international du film de Dublin
Le Festival international du film de Dublin (en anglais : Jameson Dublin International Film Festival ; en irlandais : Féile Jameson Idirnáisiúnta Scannán Átha Chliath), est un festival de cinéma qui a lieu chaque année en février pendant dix jours à Dublin en Irlande.

## Histoire
Ce festival a été fondé en 2003 par Michael Dwyer, célèbre critique de film pour le journal The Irish Times, et David McLoughlin, producteur de cinéma. Il a été fondé pour donner l'opportunité à Dublin de profiter de l'apport du cinéma irlandais et international.
Il est sponsorisé par la marque de whiskey irlandaise Jameson.

## Palmarès
Le Festival international du film de Dublin remet depuis 2007 le Volta Award, nommé en hommage au théâtre historique de Dublin, le Volta Picture Theatre. Il est décerné pour honorer la carrière d'une personnalité du cinéma (Career Achievement Award) et pour récompenser le vote du public (Audience Award). Le vote des critiques (Critics' Award) a été initié en 2009.

### 2007
Le festival s'est tenu du 16 au 25 février.
- Career Achievement Award :
  - Gabriel Byrne, acteur
  - Brendan McCaul, producteur de films et distributeur
  - Jeremy Thomas, producteur
  - Consolata Boyle, créatrice de costumes
- Audience Award : Once, de John Carney

### 2008
Le festival s'est tenu du 15 au 24 février.
- Career Achievement Award :
  - Brendan Gleeson, acteur
  - Daniel Day-Lewis, acteur
  - Leo Ward, propriétaire d'une chaîne de cinémas
- Audience Award : Waveriders, de Joel Conroy

### 2009
Le festival s'est tenu du 12 au 22 février.
- Career Achievement Award :
  - Paolo Sorrentino, réalisateur
  - George Morrison[5], réalisateur de documentaires
  - Thierry Frémaux[6], directeur artistique du Festival de Cannes
- Audience Award : Anvil ! (Anvil! The Story of Anvil), de Joel Conroy
- Critics' Awards :
  - Meilleur film : Morse (Låt den rätte komma in) •  Suède
  - Meilleur film irlandais : Brendan et le secret de Kells (The Secret of Kells)
  - Meilleur documentaire : Anvil! The Story of Anvil
  - Meilleur réalisateur : Paolo Sorrentino pour Il divo
  - Meilleur acteur : Tom Hardy pour Bronson

### 2010
Le festival s'est tenu du 18 au 28 février.
- Career Achievement Award :
  - Ciaran Hinds, acteur
  - Patricia Clarkson, actrice
  - Kristin Scott Thomas, actrice
- Audience Award : His and Hers, de Joel Conroy
- Critics' Awards :
  - Meilleur film : Samson et Delilah (Samson & Delilah) •  Australie
  - Meilleur film irlandais : The Fading Light
  - Meilleur documentaire : His and Hers
  - Meilleur réalisateur : Yórgos Lánthimos pour Canine (Κυνόδοντας)
  - Meilleur acteur : Patrick O'Donnell pour The Fading Light
  - Meilleure actrice : Tilda Swinton pour Amore (I am love) (Io sono l'amore)
  - Prix spécial du jury : Bad Lieutenant : Escale à La Nouvelle-Orléans (Bad Lieutenant: Port of Call New Orleans)
  - Michael Dwyer Discovery Award : Kate McCullough, directrice de la photographie pour His and Hers

### 2011
Le festival s'est tenu du 17 au 27 février.
- Career Achievement Award :
  - Martin Sheen, acteur
  - Kevin Brownlow, historien
  - François Ozon, réalisateur
- Audience Award : Benda Bilili!
- Circle Awards :
  - Meilleur film : Le Braqueur (The Robber) •  Allemagne
  - Meilleur film irlandais : Snap
  - Meilleur documentaire : Cave of Forgotten Dreams
  - Meilleur documentaire irlandais : Men of Arlington
  - Meilleur réalisateur : Alekseï Popogrebski pour Comment j'ai passé cet été (How I Ended This Summer)
  - Meilleur acteur : Jakob Cedergren pour Submarino
  - Meilleure actrice : Martina Gusman pour Carancho
  - Prix spécial du jury : Le quattro volte
  - Michael Dwyer Discovery Award : Still Films

### 2012
Volta Awards:
- Stellan Skarsgård, acteur
- Marin Karmitz, réalisateur, producteur, distributeur et fondateur de la société MK2
- Al Pacino, acteur

Audience Award : The Raid (The Raid: Redemption)
- Circle Awards :
  - Meilleur film : The Raid (The Raid: Redemption) •  Indonésie
  - Meilleur film irlandais : Nuala: A Life and Death
  - Meilleur documentaire : Samsara
  - Meilleur réalisateur : Nuri Bilge Ceylan pour Il était une fois en Anatolie (Once Upon a Time in Anatolia)
  - Meilleur acteur : Michael Fuith pour Michael
  - Meilleure actrice : Greta Gerwig pour Damsels in Distress
  - Meilleur scénario : Joseph Cedar pour Footnote
  - Prix spécial du jury : Eoghan Mac Giolla Bhríde pour Silence
  - Michael Dwyer Discovery Award : Still Films

### 2013
Le festival s'est tenu du 14 au 24 février.
Volta Awards :
- Danny DeVito : acteur, réalisateur et producteur
- Tim Roth : acteur et réalisateur
- Costa-Gavras : réalisateur et producteur
- Joss Whedon : producteur, réalisateur et scénariste

Audience Award :
- Circle Awards :
  - Meilleur film : Vanishing Waves
  - Meilleur film irlandais : Babygirl
  - Meilleur documentaire : Far out isn’t far enough : the tomi ungerer story
  - Meilleur documentaire irlandais : Get the Picture
  - Meilleur réalisateur : Mikhaïl Segal pour Short Stories
  - Meilleur acteur : Aleksey Vertkov pour White Tiger
  - Meilleure actrice : Dilan Aksüt pour Night of Silence
  - Meilleur scénario : Oriol Paulo et Lara Sendim pour The Body
  - Prix spécial du jury : Blancanieves, After Lucia et The King of Pigs
  - Meilleur espoir : Maja Milos pour Clip
  - Meilleure photographie : Oleg Mutu pour Au-delà des collines (Dupa dealuri)
  - Michael Dwyer Discovery Award : Claire Dix pour Broken Song

### 2014
Volta Award:
- Terry Gilliam : acteur et réalisateur
- Peter Morgan : scénariste
- Richard Dreyfuss : acteur
- Stanley Tucci : acteur
- Meilleur film : The Reunion
- Meilleur film irlandais : Love Eternal
- Meilleur réalisateur : Paweł Pawlikowski pour Ida
- Meilleur acteur : Jack O'Connell pour Les Poings contre les murs
- Meilleure actrice : Mira Barkhammar, Mira Grosin, Liv LeMoyne pour We Are the Best! (Vi är bäst!)
- Meilleure documentaire : Los Wild Ones
- Meilleure photographie : Daniel Landin pour Under the Skin
- Meilleur scénario : Georg Maas pour D'une vie à l'autre (Zwei Leben)
- Meilleur premier film : The Rocket
- Meilleur documentaire : Living in a Coded Land

### 2015
Volta Awards:
- Kenneth Branagh : acteur et réalisateur
- Laurent Cantet : réalisateur et scénariste
- Julie Andrews : actrice

## Volta Award
Le Volta Award pour récompenser l'ensemble d'une carrière est décerné à une ou plusieurs personnalités au cours des éditions du festival.
- - 2007 :
- Gabriel Byrne, acteur  Irlande
- Brendan McCaul, producteur et distributeur  Irlande
- Jeremy Thomas, producteur  Royaume-Uni
- Consolata Boyle, costumière  Irlande
  - 2008 :
- Brendan Gleeson, acteur  Irlande
- Daniel Day-Lewis, acteur  Royaume-Uni  Irlande
- Leo Ward, propriétaire de la chaîne de cinéma  Irlande
  - 2009 :
- Paolo Sorrentino, réalisateur  Italie
- George Morrison, réalisateur de documentaire  Irlande
- Thierry Frémaux, directeur artistique du Festival de Cannes  France
  - 2010 :
- Ciarán Hinds, acteur  Irlande
- Patricia Clarkson, actrice  États-Unis
- Kristin Scott Thomas, actrice  Royaume-Uni  France
  - 2011 :
- Martin Sheen, acteur  États-Unis  Irlande
- Kevin Brownlow, réalisateur de film historien  Royaume-Uni
- François Ozon, réalisateur  France
  - 2012 :
- Stellan Skarsgård, acteur  Suède
- Marin Karmitz, exploitant, distributeur, producteur et réalisateur  France  Roumanie
- Al Pacino, acteur  États-Unis
  - 2013 :
- Danny DeVito, acteur et réalisateur  États-Unis
- Tim Roth, acteur  Royaume-Uni
- Costa-Gavras, réalisateur  France  Grèce
- Joss Whedon, scénariste et réalisateur  États-Unis
- Ennio Morricone,  compositeur, musicien  Italie
  - 2014 :
- Terry Gilliam, acteur et réalisateur  États-Unis  Royaume-Uni
- Peter Morgan, scénariste  Royaume-Uni
- Richard Dreyfuss, acteur  États-Unis
- Stanley Tucci, acteur  États-Unis
  - 2015 :
- Kenneth Branagh, acteur et réalisateur  Royaume-Uni
- Laurent Cantet, réalisateur et scénariste  France
- Julie Andrews, actrice  Royaume-Uni
  - 2016 :
- Angela Lansbury, actrice et chanteuse  Royaume-Uni  États-Unis
- Claudia Cardinale, actrice  Italie  France
- Andrew Stanton, réalisateur et scénariste  États-Unis
  - 2017 :
- Vanessa Redgrave, actrice  Royaume-Uni (viendra le récupérer en 2018)
  - 2018 :
- Paul Schrader, scénariste et réalisateur  États-Unis
  - 2019 :
- Ralph Fiennes, acteur et réalisateur  Royaume-Uni  Serbie
- Sean Bailey, producteur  États-Unis
  - 2020 :
- Charlie Kaufman, scénariste et réalisateur  États-Unis
- Trine Dyrholm, actrice et chanteuse  Danemark
  - 2021 :
- Colin Firth, acteur  Royaume-Uni
  - 2022 :
- Adam McKay, réalisateur et scénariste  États-Unis
  - 2023 :
- Emily Watson, actrice  Royaume-Uni
  - 2024 :
- Isabelle Huppert, actrice  France
- Steve McQueen, réalisateur et scénariste  Royaume-Uni
  - 2025 :
- Jessica Lange, actrice  États-Unis
- Ed Harris, acteur  États-Unis